# Tom și Jerry: Filmul
Tom și Jerry: Filmul (în engleză Tom and Jerry: The Movie) este un film de animație muzical de comedie produs și regizat de Phil Roman, și realizat în Germania de Turner Pictures, și în Statele Unite de Miramax Films și LIVE Entertainment. Este un film de lungmetraj cu Tom și Jerry, și primul care să aibă o lansare cinematografică largă. De asemenea, a marcat întoarcerea duoului pe ecranele de argint după o absență din film de 34 de ani. Cei doi vorbesc în acest film, deși au vorbit mai devreme în desenele lor animate. Acest concept a fost rupt în filmele de mai târziu și serialele viitoare.
Creatorii Tom și Jerry: Joseph Barbera și William Hanna au servit drept scriitori și consultanți creativi. A fost ultimul film al lui Dana Hill înainte de moartea sa, în 1996. A fost lansat pe 30 iulie 1993 în Statele Unite după premiera sa în lumea întreagă, pe 1 octombrie 1992, și după ce a subperformat la casa de bilete.
Filmul a fost difuzat și în România pe Cartoon Network (în timpul lui Cartoon Network Cinema) începând din anul 2002, după care a început să se difuzeze și pe canalul Boomerang (în cadrul lui Boomerang Cinema).

## Distribuție (versiunea română)
- Valentina Fătu – Robin Starling (vocea cântată)[4]

## Acțiune
Proprietarii motanului Tom se mută la o nouă casă, și pleacă, din greșeală, fără acesta. Tom se adăpostește în locuința nou abandonată alături de Jerry, șoarecele casei. A doua zi, casa este demolată, iar Tom și Jerry trebuie să își găsească un alt loc de dormit. În orașul străin pentru ei, îi întâlnesc pe câinele Puggsy și puricele Frankie. Cei doi îi sfătuiesc pe Tom și Jerry să devină prieteni. 
În aceeași seară, Puggsy este capturat de hingheri, iar Tom este racolat de o bandă de motani golani. După ce scapă de aceștia, Tom și Jerry fug în căutarea unui adăpost, până când dau de o fetiță fugară, numită Robyn Starling, cu care se împrietenesc. Robyn le spune amicilor ei că este orfană, și că a fugit de acasă fiindcă tutorii ei, Mătușa Figg și avocatul Linge-Cizmă, o neglijează. Robyn este adusă până la urmă acasă de un polițist, iar mătușa Figg îi adoptă cu inimă rece pe Tom și Jerry. Câinele mătușii Figg, numit Ferdinand, se bate cu Tom și Jerry pentru mâncare, până aceștia distrug bucătăria. Acest eveniment îi oferă lui Figg prilejul de a-i da pe Tom și Jerry spre adopție, ca să se scape de ei. Tot atunci, Linge-Cizmă și Pristina Figg află că tatăl lui Robyn, crezut mort într-o avalanșă din Tibet, trăiește.
Tom și Jerry reușesc să scape din adăpostul Dr-ului Applecheeck, și merg la Robyn acasă ca să îi dea vestea cea mare. Robyn decide să evadeze din nou și să meargă după tatăl său. Cei trei fug până ajung sub un pod, de unde iau o plută. Noaptea, pluta este lovită de un vapor, iar Robyn, Tom și Jerry sunt despărțiți de ape. 
Faliți fără Robyn Starling, Figg și Linge-Cizmă se decid să ofere o recompensă celui care o găsesc pe dorita fetiță. Robyn este adusă de ape la mal și este salvată de Căpitanul Kiddie, un scamator de bâlci. Acesta îi oferă un pat cald, dar, după ce descoperă că fata valorează o recompensă de un milion de dolari, se decide să o dea în vileag pentru bani. Robyn este salvată însă din nou de Tom și Jerry, și cei trei fug pe o navă cu zbaturi către locul preferat al lui Robyn, „Cuibul Rândunicii”. 
Ajunși acolo, Robyn crede că îl va găsi pe tatăl ei, dar, de fapt, dă iarăși de mătușa Figg. Pornește o ceartă și, dintr-un accident, lampa aprinsă din casă cade pe jos și aprinde toată cabana. Robyn fuge la etaj și iese pe acoperiș, unde, la momentul oportun, tatăl ei, venit cu elicopterul, o salvează. Personajele negative dispar în zări, iar Robyn îi adoptă pe Tom și Jerry în familia și căminul său.

## Distribuție
- Richard Kind ca Tom
- Dana Hill ca Jerry
- Anndi McAfee ca Robyn Starling
- Charlotte Rae ca Pristina Figg
- Tony Jay ca Linge-Cizmă
- Michael Bell ca Ferdinand
- Henry Gibson ca Dr. Applecheek
- Ed Gilbert ca Puggsy
- David Lander ca Frankie
- Rip Taylor în rolul Căpitanului Kiddie

## Producție

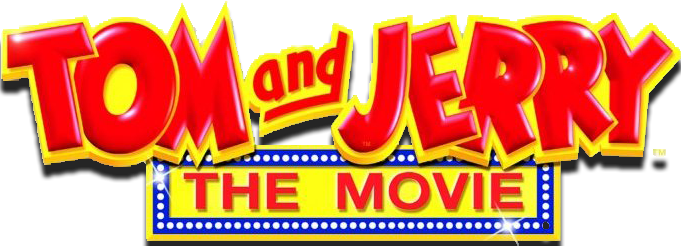
Logoul filmului

Au existat numeroase încercări de a realiza un film de lung metraj despre Tom și Jerry, mai ales în anii 1970, după reluarea cu succes a desenelor animate originale, și difuzarea noilor versiuni animate pentru televiziune. Chuck Jones, care lucrase anterior la versiunea sa asupra personajelor în cadrul studioului său MGM Animation/Visual Arts, a vrut să realizeze un film Tom și Jerry, dar ulterior a renunțat la idee din cauza faptului că nu a găsit un scenariu potrivit cu care să lucreze.
Una dintre încercări (cu Jones implicat) a fost atunci când MGM a vrut să facă filmul în live-action cu David Newman (unul dintre scriitorii care au scris Bonnie și Clyde) să scrie scenariul și ca Dustin Hoffman și Chevy Chase să joace în rolul duo-ului, dar ceva mai târziu, ideea a fost arhivată.
La sfârșitul anilor 1980, Phil Roman și compania sa, Film Roman, au reușit să reînvie încercările de a realiza un film de animație cu acest duo, după experiența sa în regizarea specialurilor animate cu o altă pisică populară din desene animate, Garfield. Una dintre rarele opțiuni pe care echipa a decis să le ia este aceea de a merge într-o direcție diferită în ceea ce privește portretizarea duo-ului, oferindu-le un dialog fluent, deoarece au considerat că majoritatea publicului s-ar simți plictisit sau neinteresat de aspectul repetitiv mut.
În dezvoltarea timpurie a scenariului de către Dennis Marks, o parte din dialogul și acțiunile din alte scene, inclusiv faptul că personajele principale vorbesc pe nerăsuflate, înainte de a-i întâlni pe Puggsy și Frankie, au trebuit să fie eliminate.